# Weitersborn
Weitersborn là một đô thị thuộc huyện Bad Kreuznach trong bang Rheinland-Pfalz, phía tây nước Đức. Đô thị Weitersborn có diện tích 3,12 km², dân số thời điểm ngày 31 tháng 12 năm 2006 là 280 người.